# 褐鷹鴞
褐鷹鴞（学名：Ninox scutulata）是一種鴞類，主要繁殖於南亞地區，分布範圍包括印度、斯里蘭卡、不丹、孟加拉及尼泊爾，東至西部印尼及華南地區。
此物種屬於鴟鴞科（Strigidae），該科包含大部分的典型鴞類。另一組分類為草鴞科（Tytonidae）。

## 分類
褐鷹鴞於1822年由史丹福·萊佛士根據一份採自蘇門答臘的樣本，首次正式描述，並以學名Strix scutulata記錄。 種小名scutulata來自拉丁文，意為「菱形」。 褐鷹鴞現歸入由英國博物學家布賴恩·霍頓·霍奇森於1837年創立的Ninox屬中。
目前共認可九個亞種：
- N. s. lugubris (Tickell, 1833) — 北部、東北部、中部印度和尼泊爾
- N. s. burmanica Hume, 1876 — 印度東北至中國南部、印度支那及泰國
- N. s. hirsuta (Temminck, 1824) — 南印度及斯里蘭卡
- N. s. isolata Baker, ECS, 1926 —卡爾尼科巴島
- N. s. rexpimenti Abdulali, 1979 —大尼科巴島
- N. s. scutulata (Raffles, 1822) —馬來半島、廖內群島、蘇門答臘及邦加島
- N. s. javanensis Stresemann, 1928 — 爪哇西部
- N. s. borneensis (Bonaparte, 1850) — 婆羅洲及北部納土納群島
- N. s. palawanensis Ripley & Rabor, 1962 —巴拉望（菲律賓西部）

## 外形
褐鷹鴞屬於中型鷹鴞，體長約為32 cm（13英寸）。因為其長尾及缺乏明顯的臉盤，使其外觀帶有鷹類的形狀特徵。上半部為深褐色，尾巴上有條紋。下半部為淡白色並帶有紅褐色條紋，然而分布於安達曼群島的亞種則呈現深褐色下半部。其眼睛大且為黃色，雄雌外型相似。
褐鷹鴞是夜行性動物，但常因小型鳥類的群集而在樹上被發現。牠們主要以大型昆蟲、青蛙、蜥蜴、小型鳥類及老鼠為食。其叫聲為低沉柔和而具旋律的「烏-烏…烏-烏…」oo-uk ...ooo-uk...，通常在黃昏與黎明時可聽見。這種鴞類在如斯里蘭卡科倫坡等城市及郊區建築附近相當常見。

## 分布與棲地
褐鷹鴞主要在熱帶南亞大部分地區進行繁殖，分布範圍從中東至中國南部。其棲地多為樹木茂密的林地及森林，通常在樹洞內產卵，每次產下三到五顆蛋。
有兩次紀錄顯示褐鷹鴞出現在西半球：2007年8月27日於阿拉斯加聖保羅島，拍攝到一隻個體；2008年在基斯卡島發現一隻死亡的鷹鴞。

## 圖庫

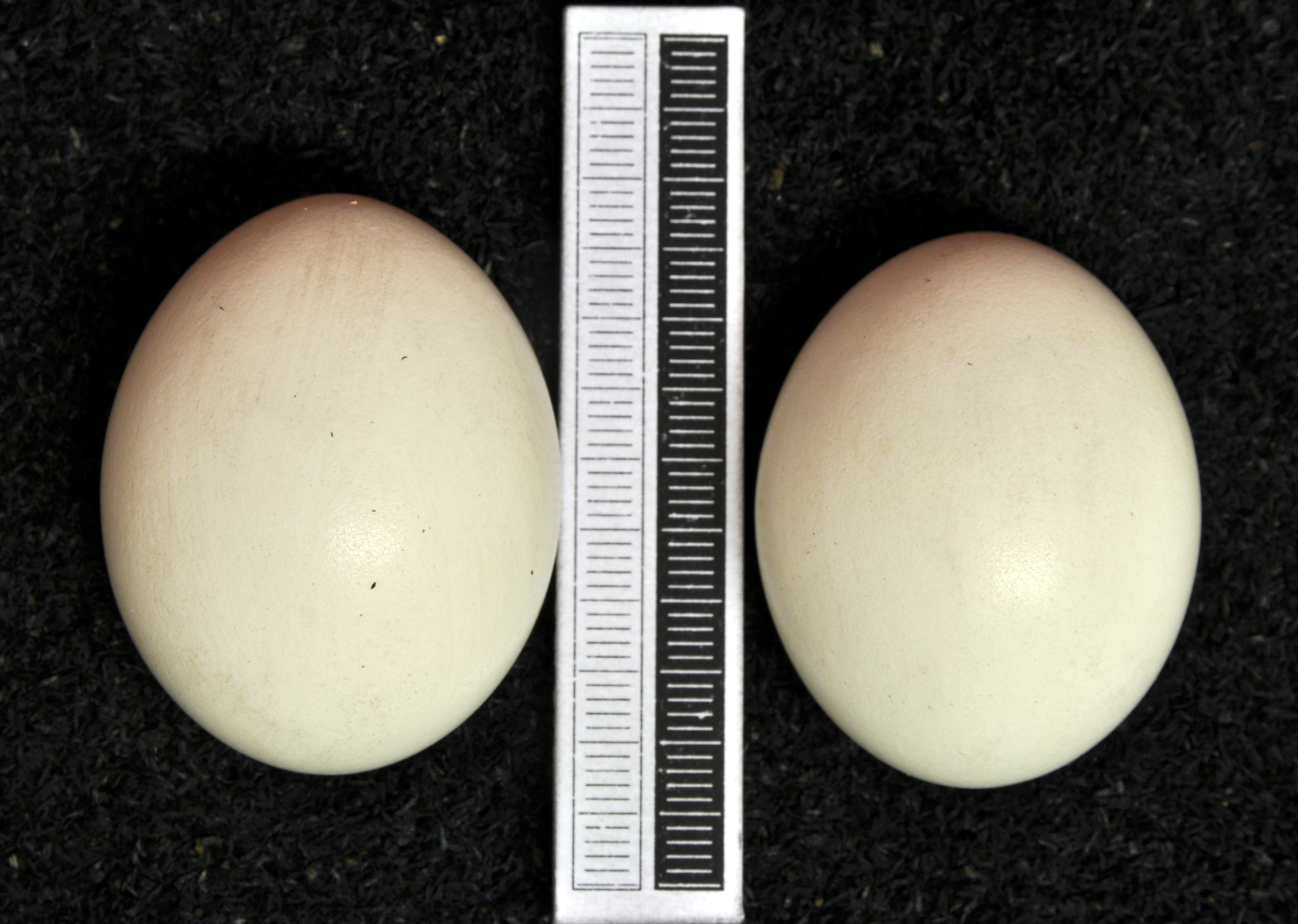
蛋，收藏於威斯巴登博物館
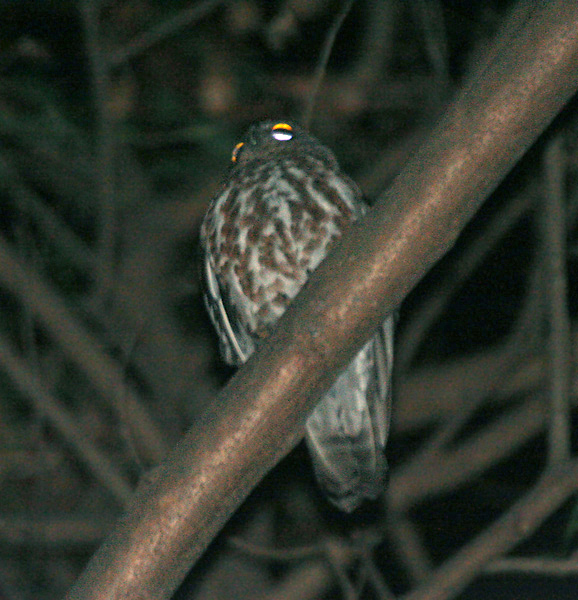
褐鷹鴞於三興, 大吉嶺縣, 西孟加拉邦, 印度。
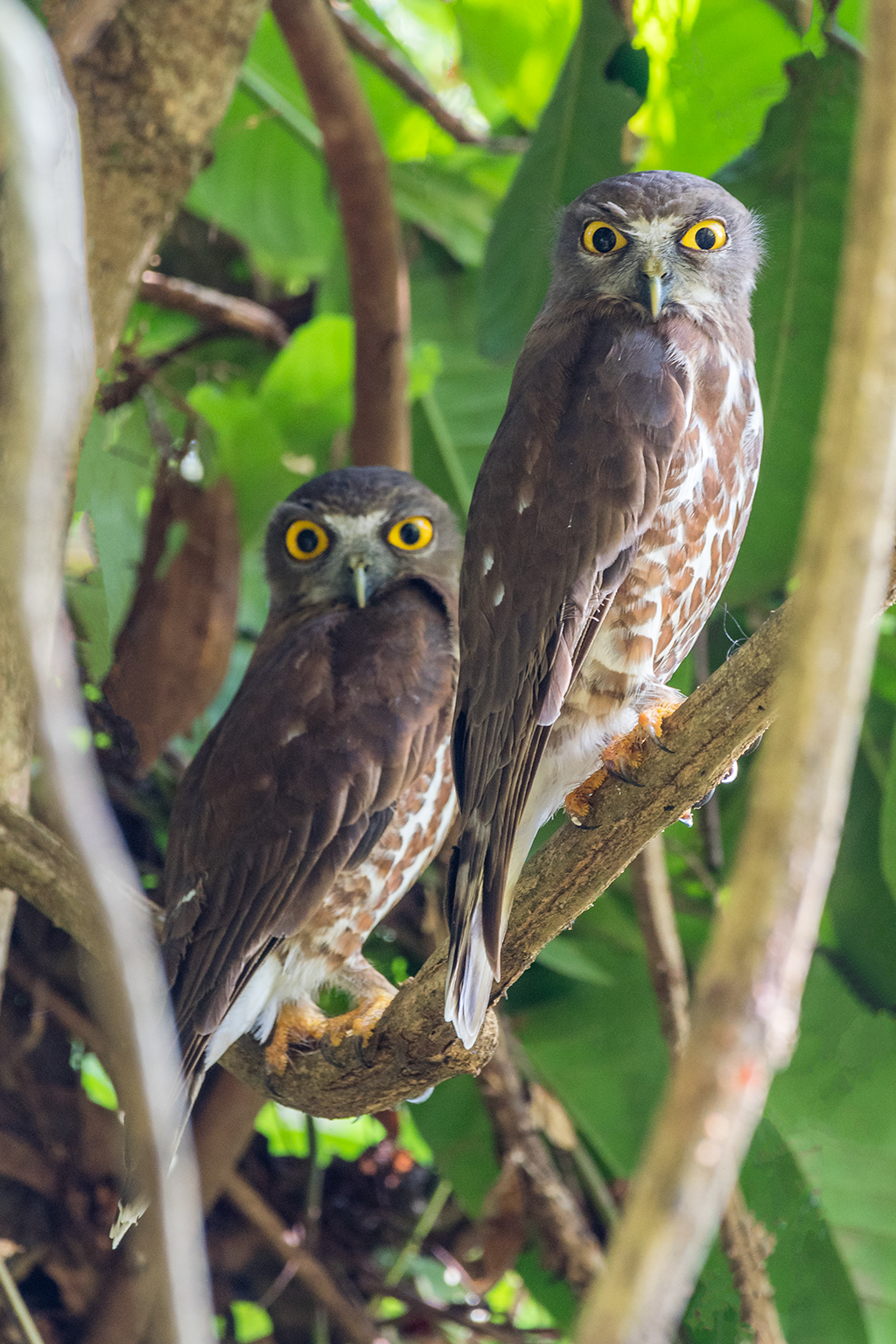
褐鷹鴞配偶，塔特卡德鳥類保護區, 喀拉拉邦, 印度